# Blue Ridge (Alabama)
Blue Ridge – jednostka osadnicza w Stanach Zjednoczonych, w stanie Alabama, w hrabstwie Elmore.